# System Management Controller
Der System Management Controller (SMC) ist ein Chip auf der Hauptplatine der Intel-basierten Apple-Rechner.
Dieser Chip übernimmt unter anderem folgende Aufgaben:
- Powermanagement des Computers
- Display-Hintergrundbeleuchtung
- Festplatten Ein- und Ausschalten
- Ruhezustand und Aufwecken des Computers aus diesem
- I/O und Stromversorgung von externen Geräten (AirPort, USB, FireWire) vor und nach dem Ruhezustand
- Aufladung der Batterie
- Kontrolle des Trackpads
- Identifikation als original Apple-Hardware.[2]

Die Firmware des SMC älterer MacBook Pro (Ende 2012 / MBP 10,2 und älter) kann vom Benutzer nachträglich aktualisiert werden.
Für ältere Apple-Computer gibt es ähnliche Systeme: die System Management Unit (SMU) und dessen Vorgänger, die Power Management Unit (PMU).